# El Berrón (Burgos)
El Berrón es un núcleo de población español del concejo de Bortedo, en el municipio de Valle de Mena, perteneciente a la provincia de Burgos, en la comunidad autónoma de Castilla y León.

## Toponimia
El lugar puede aparecer referido como «El Berrón» y «Berrón».

## Historia
Hacia mediados del siglo XIX, el lugar ya pertenecía al ayuntamiento de Valle de Mena. Aparece descrito en el cuarto volumen del Diccionario geográfico-estadístico-histórico de España y sus posesiones de Ultramar de Pascual Madoz con las siguientes palabras:

BERRON: barrio en la prov. de Búrgos, part. jud. de Villarcayo y ayunt. del valle de Mena: es uno de los que componen el lugar de Bortedo (V.).
(Madoz, 1846, p. 289)

En 2022, tenía empadronados 54 habitantes.

## Patrimonio
- Ermita de Nuestra Señora de Montserrat: templo católico del siglo XVIII. Fiesta el 8 de septiembre.